# 시공품

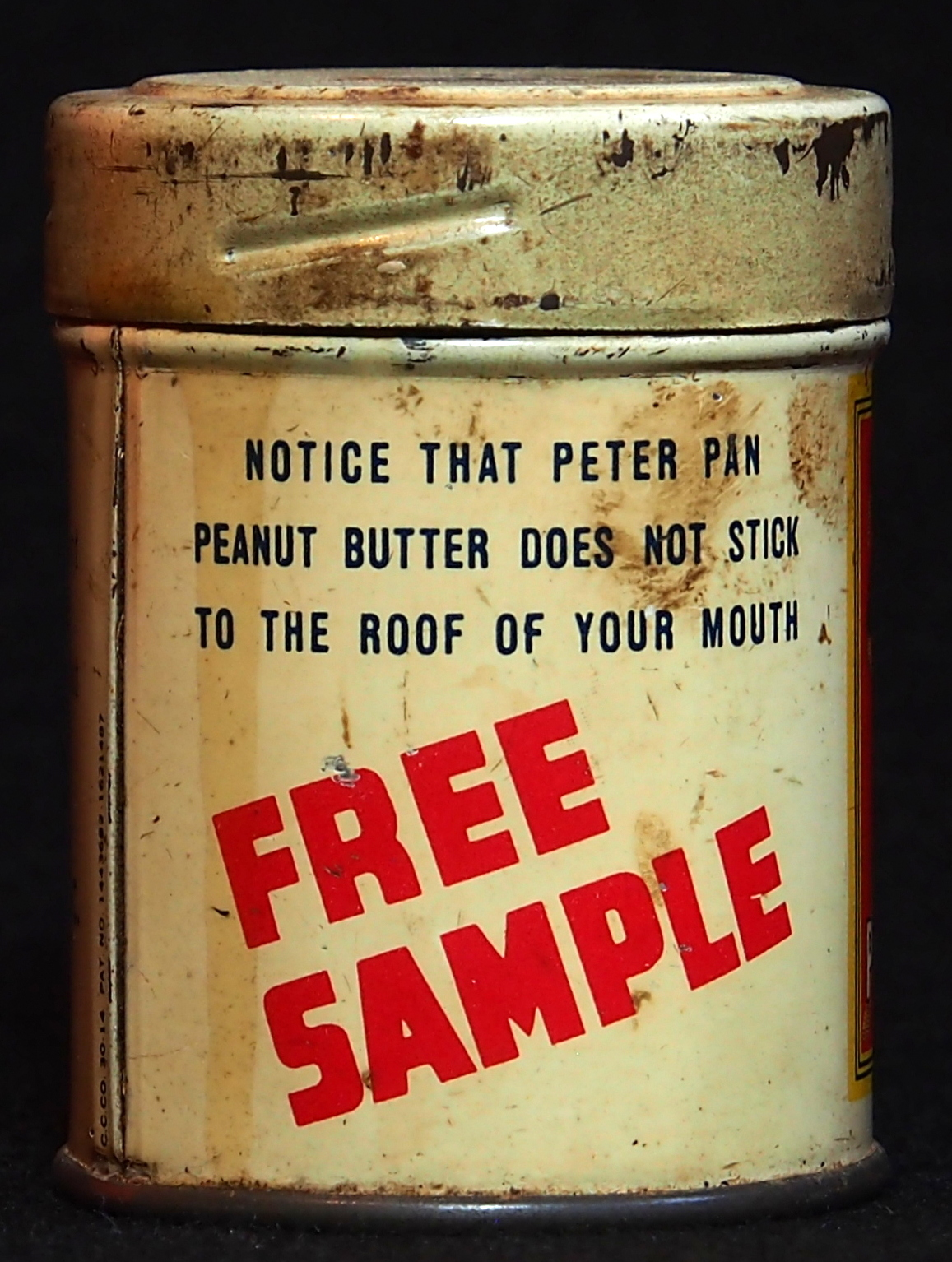
"입천장에 달라붙지 않는다"고 약속하는 피터팬 땅콩버터 무료 샘플

시공품 또는 제품 샘플(product sample)은 소비자가 구매를 결정하기 전에 제품을 시험해 볼 수 있도록 소비자에게 무료로 제공되는 소비재의 샘플이다.

## 역사
19세기 비누 제조업체인 벤자민 T. 배빗(Benjamin T. Babbitt)은 자신의 제품 무료 샘플을 제공한 최초의 인물 중 한 명이었다. 예를 들어, 14세기 시 농부 피어스의 꿈(Piers Plowman)에서는 여관 주인이 무료 샘플을 제공하는 것으로 묘사된다.
1900년대에는 판매업체의 제품 샘플이 담긴 가방이 호주 농업 박람회에서 흔히 볼 수 있게 되었으며, 무료 또는 적비용으로 배포되었다. 이러한 소위 "샘플백"은 오늘날에도 호주에서 여전히 인기가 있는 제품 브랜드 쇼백으로 점차 발전했다.
1987년 C. A. 코테시(C. A. Courtesy)는 소매업체와의 독점권을 확보한 최초의 시범 회사가 되었다.

## 같이 보기
- 메일링 리스트
- 시범 운전
- 셰어웨어